# トコロ
トコロ（野老）は、ユリ目ヤマノイモ科ヤマノイモ属 (Dioscorea) の蔓性多年草の一群。「～ドコロ」と呼ばれる多くの種があるが、特にオニドコロを指すことがある。
ヤマノイモなどと同属だが、根は食用に適さない。ただし、灰汁抜きをすれば食べられる。トゲドコロは広く熱帯地域で栽培され、主食となっている地域もある。日本でも江戸時代にはオニドコロ（またはヒメドコロ）の栽培品種のエドドコロが栽培されていた。現代では、青森県や岩手県の南部地方などで食用とする文化が残っている。
なお、有毒のハシリドコロはトコロと名が付いているが、ヤマノイモ属ではなくナス目ナス科ハシリドコロ属である。また、おなじくトコロと名が付くアマドコロは根茎がオニドコロに似るためこの名があるとされるがキジカクシ目キジカクシ科アマドコロ属である。

## 主な種類
- ツクシタチドコロ D. asclepiadea
- トゲドコロ（トゲイモ、ハリイモ） D. esculenta
- タチドコロ D. gracillima
- ミツバドコロ D. hispida
- イズドコロ D. izuensis
- ウチワドコロ D. nipponica
- アケビドコロ（ゴヨウドコロ） D. pentaphylla
- カエデドコロ D. quinqueloba
- キクバドコロ D. septemloba
- ユワンオニドコロ D. tabatae
- ヒメドコロ D. tenuipes
- オニドコロ D. tokoro